# József Kürschák
József Kürschák (Buda, 14 de março de 1864 — Budapeste, 26 de março de 1933) foi um matemático húngaro.
É conhecido por seu trabalho sobre trigonometria e pela criação da teoria da valoração. Provou que todos campo valorado pode ser embutido em um campo valorado completo que é algebricamente fechado. Em 1918 provou que a soma dos recíprocos de números naturais consecutivos não pode ser um inteiro. Estendendo argumento de David Hilbert, provou que tudo pode ser construído usando uma régua e um compasso. Foi eleito membro da Academia de Ciências da Hungria em 1897.